# Stagediving

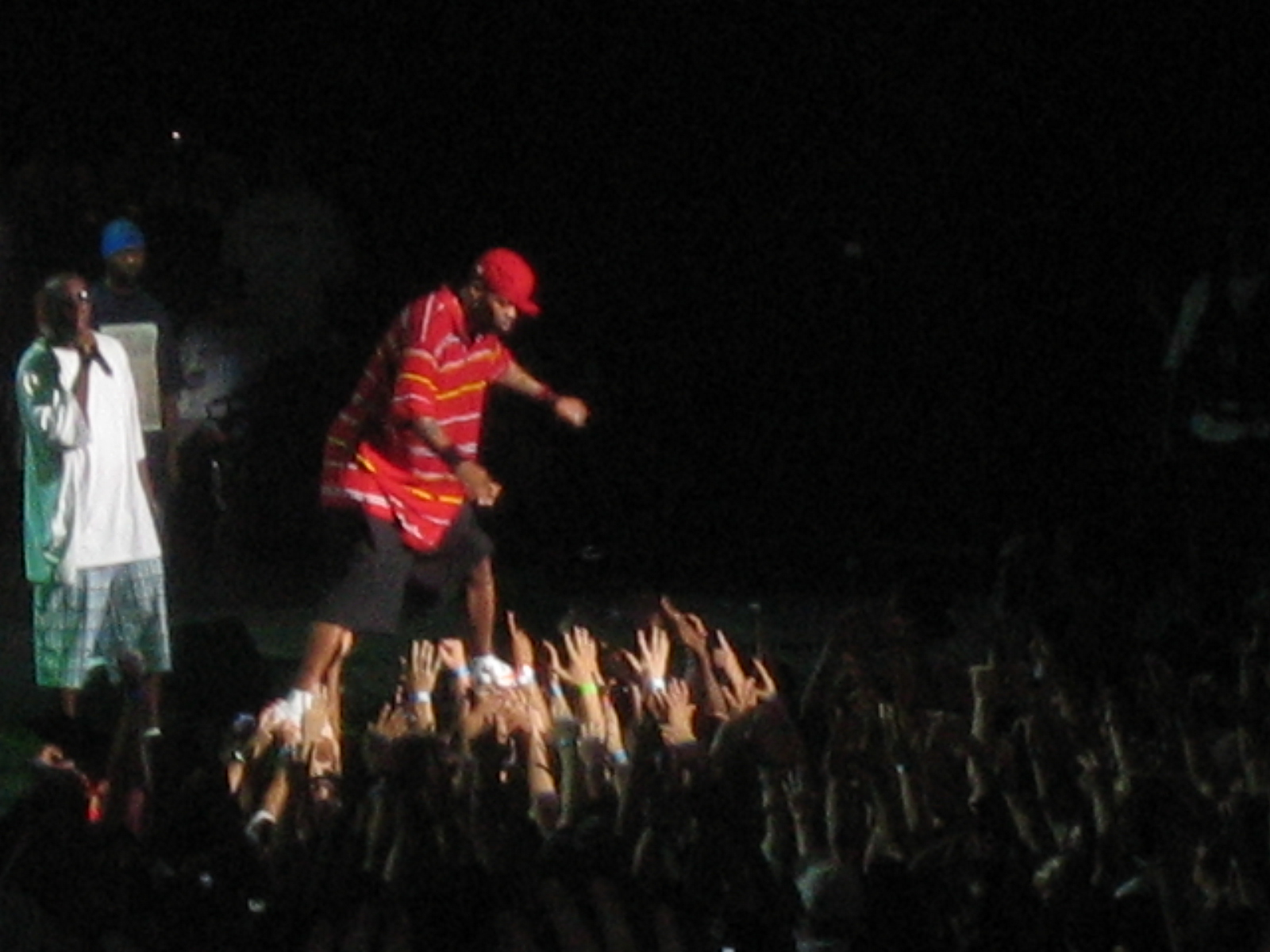
Method Man gör sig beredd att ta ett skutt ut i publiken under en konsert i Boston 2007.

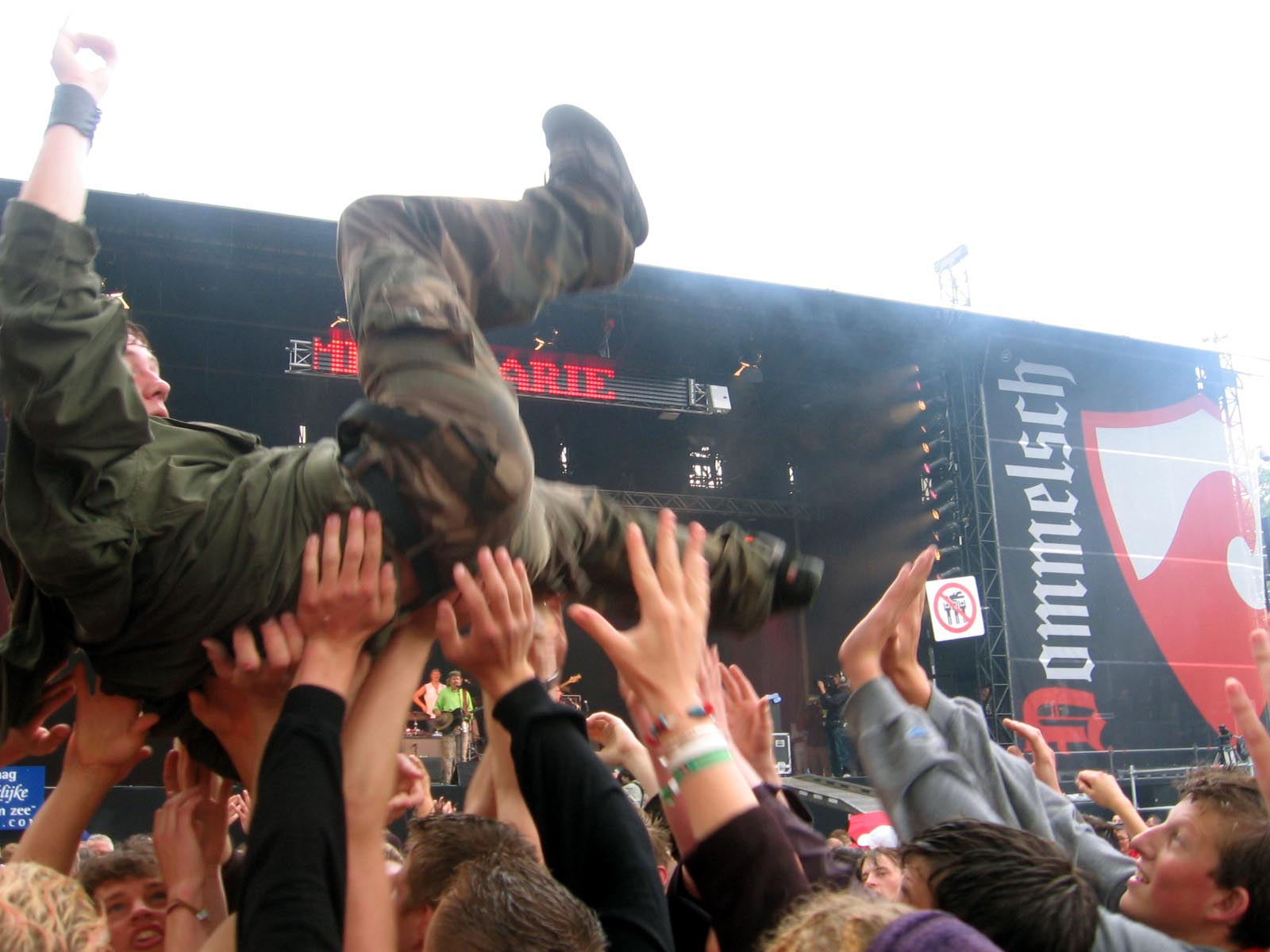
Crowdsurfing.

Stagediving innebär att en person kastar sig från scenen till publiken på till exempel en rock- eller metalkonsert. Crowdsurfing betyder ungefär samma sak, men syftar snarare på att personen skickas runt på publikens armar. Iggy Pop från The Stooges gjorde sig tidigt känd för stagediving, och är möjligen den förste utövaren (även Peter Gabriel). Kurt Cobain återinförde stagedivingen på agendan då han under flera Nirvana-konserter kastade sig rakt ut i publiken.
Många musikfestivaler tillåter inte stagediving/crowdsurfing, av säkerhetsskäl.